# نهر إلك
نهر إلك (بالإنجليزية: Ilek River)‏ هو أحد أنهار جمهورية كازاخستان. ينبع من تلال موغودجار ويصب في نهر الأورال. يبلغ طوله 623 كلم وتبلغ مساحة مسطحه المائي 41300 كلم مربع أما نسبة التدفق فتبلغ 39.8 متر بالثانية.

## صور

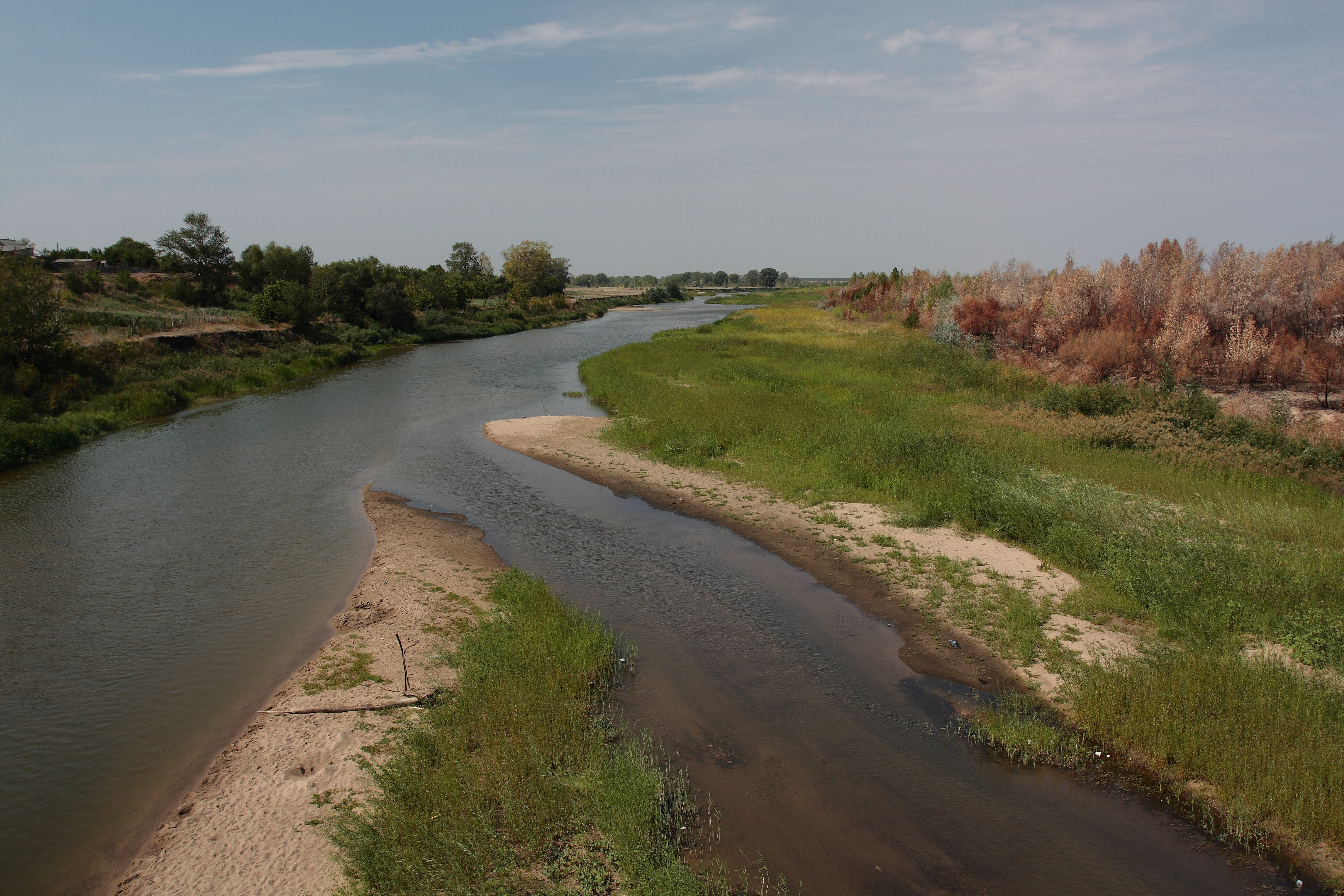
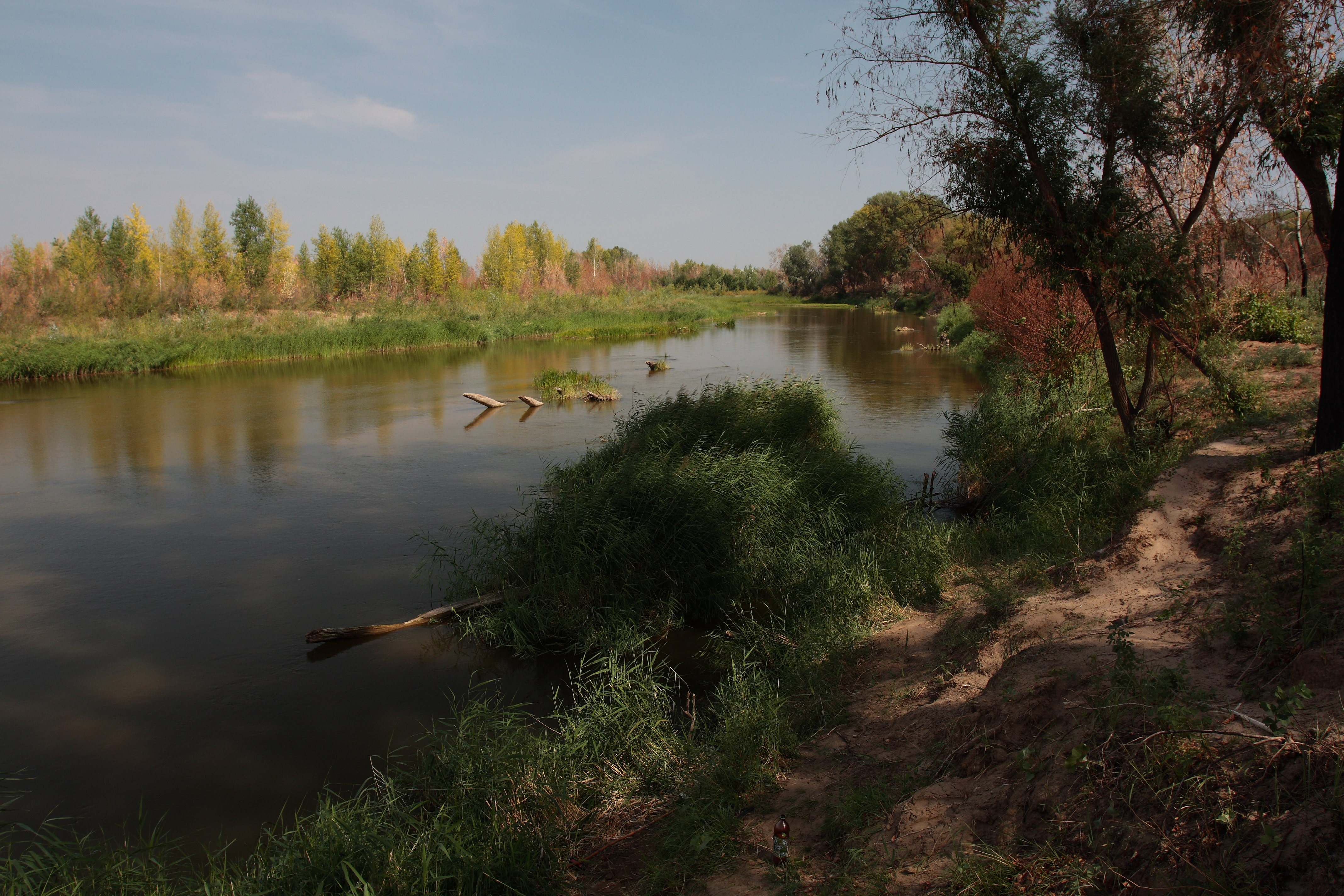
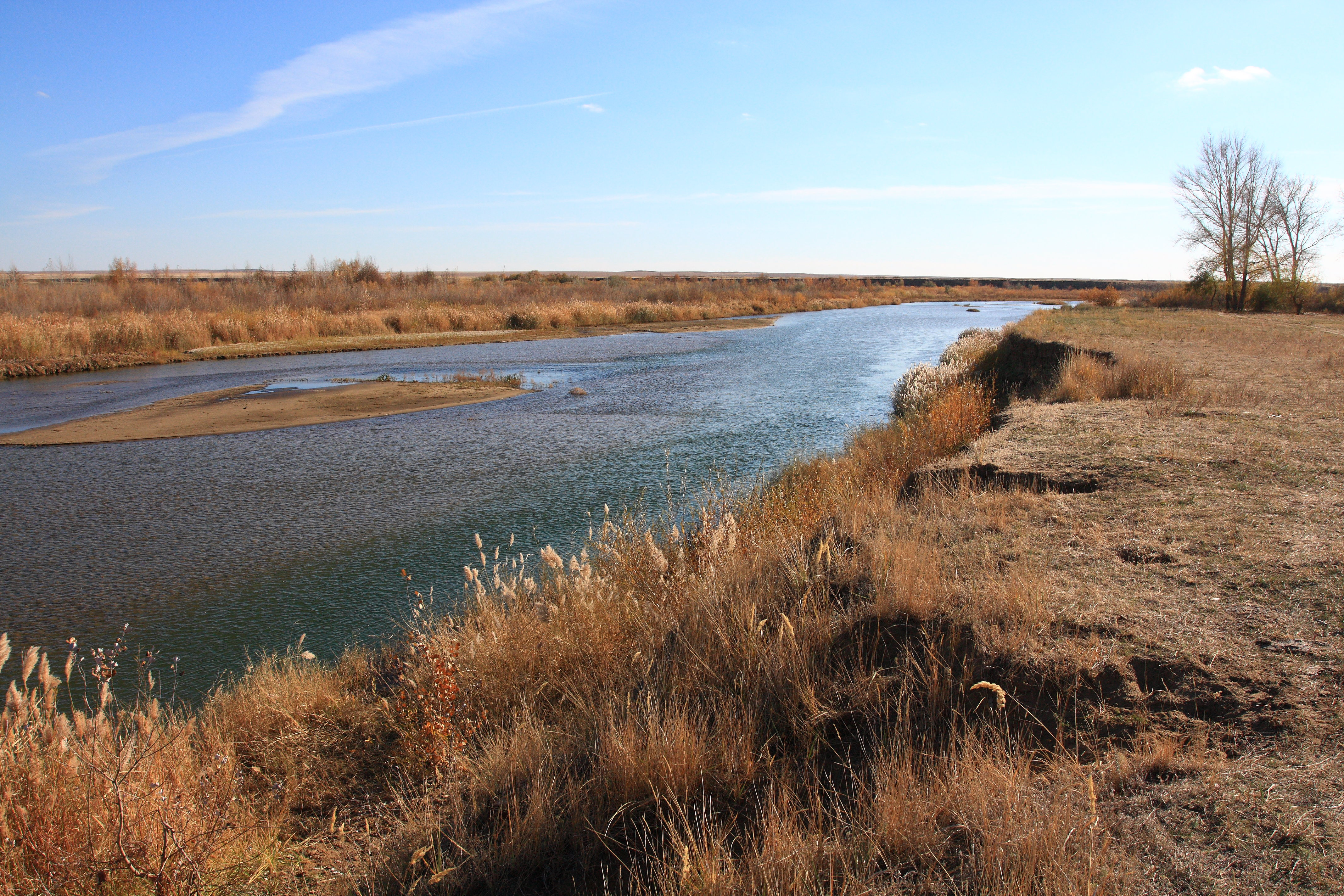
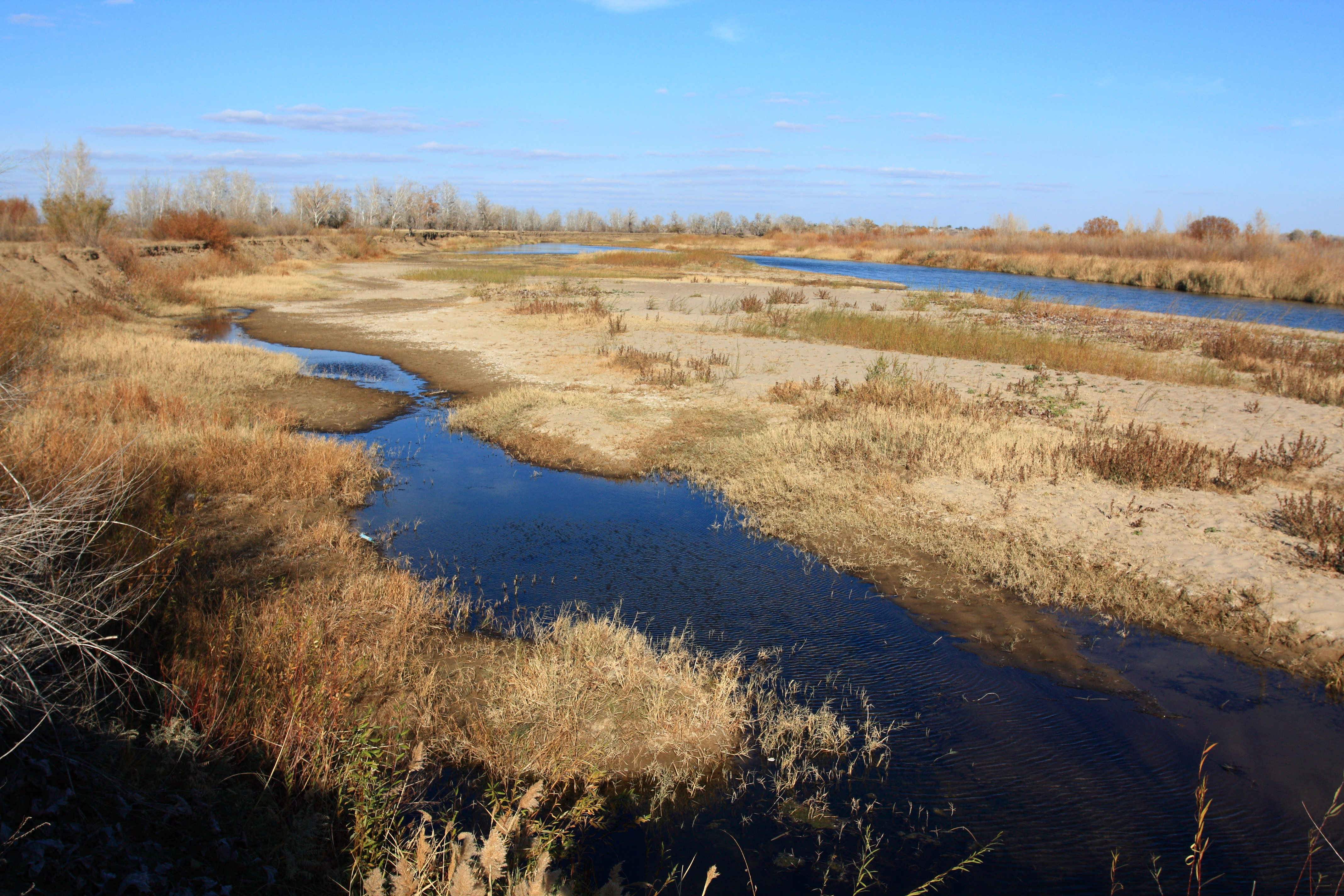
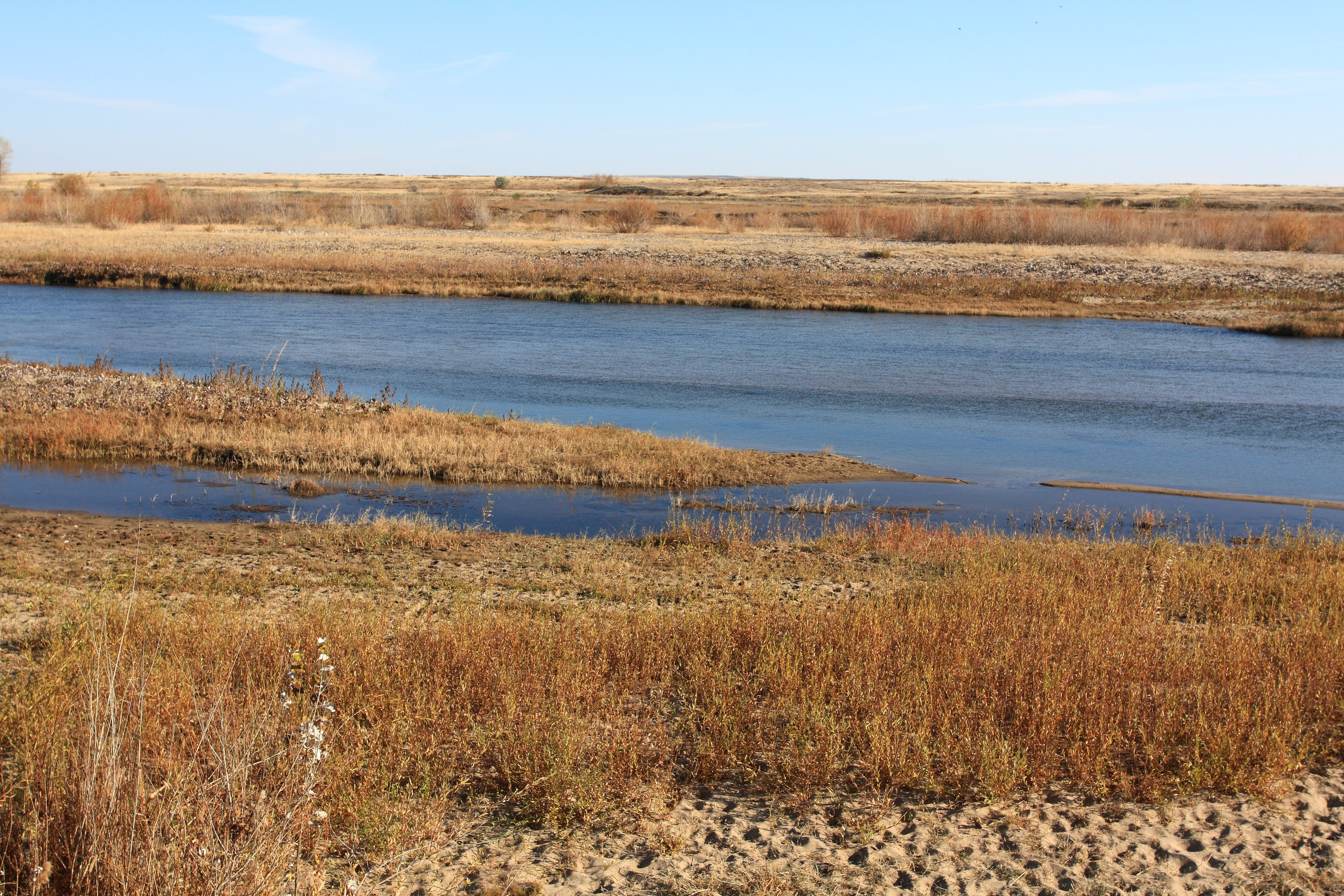
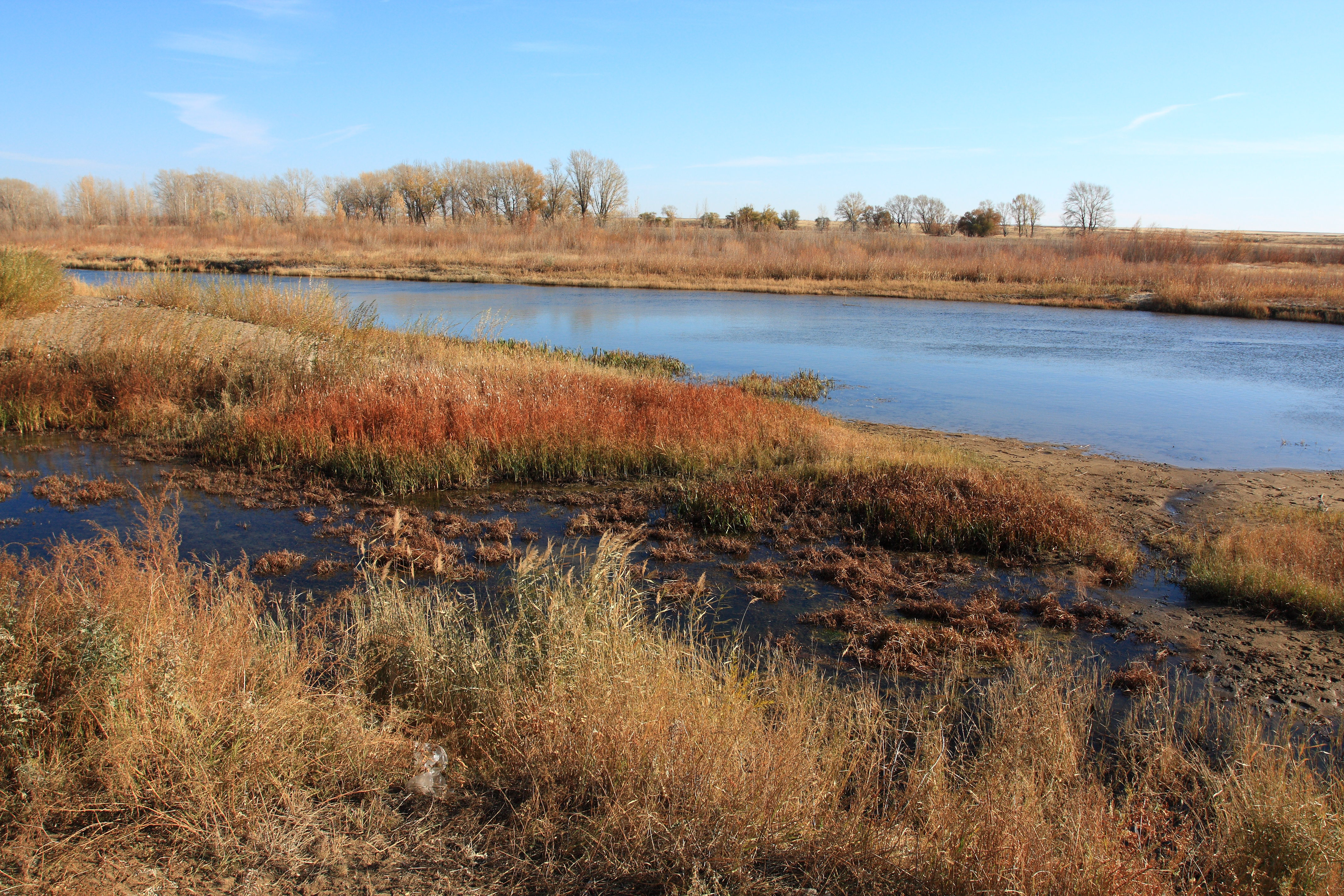
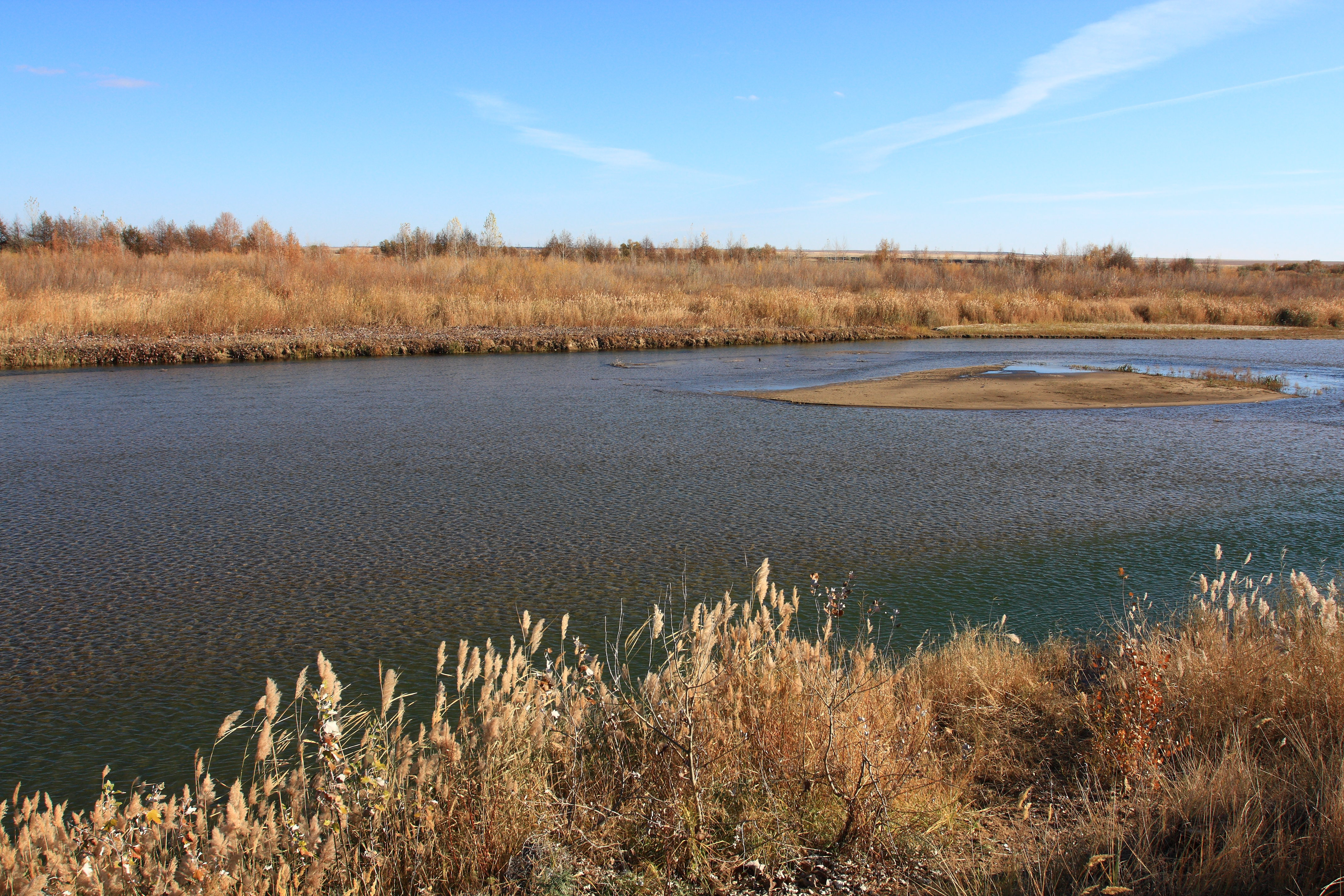
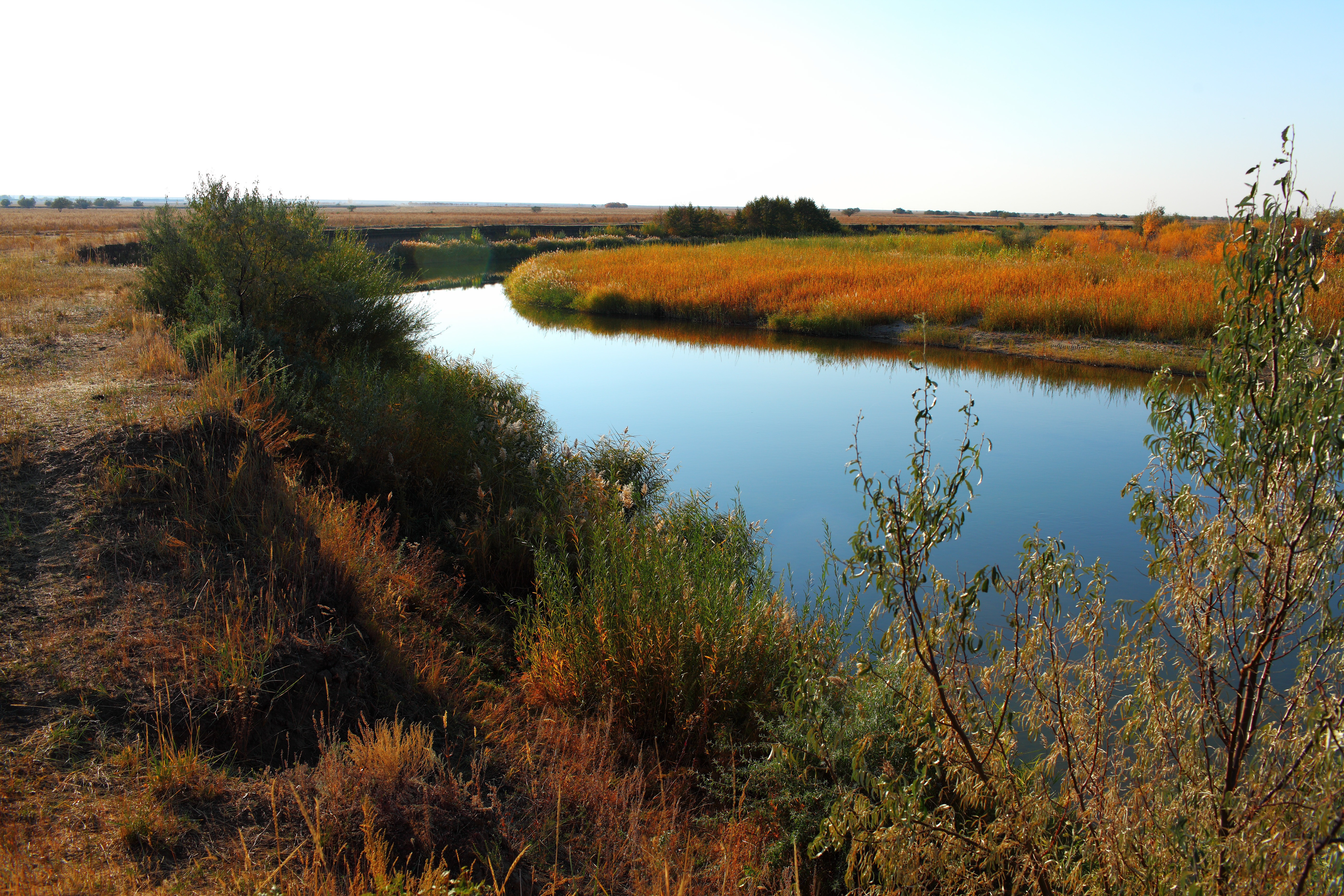
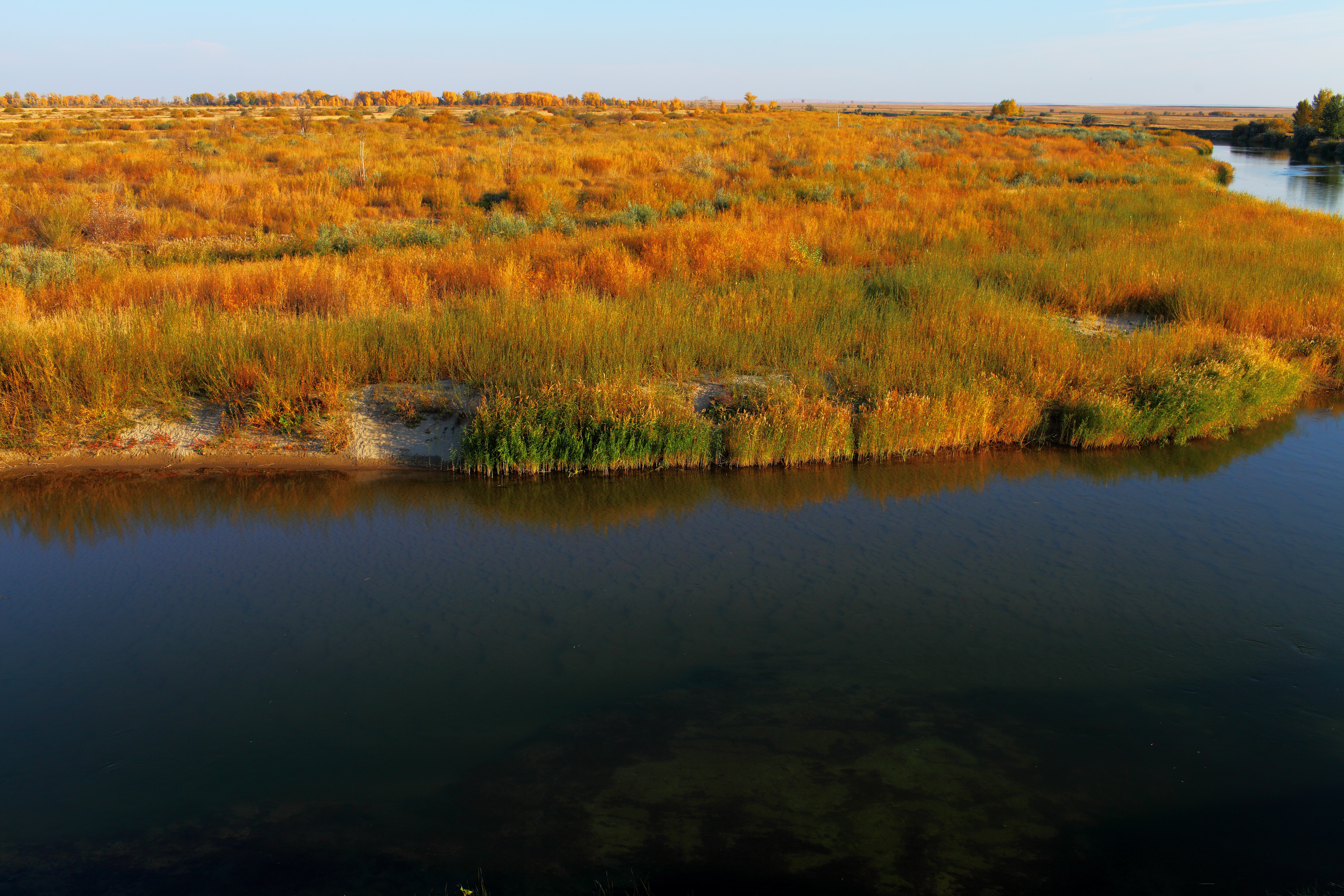
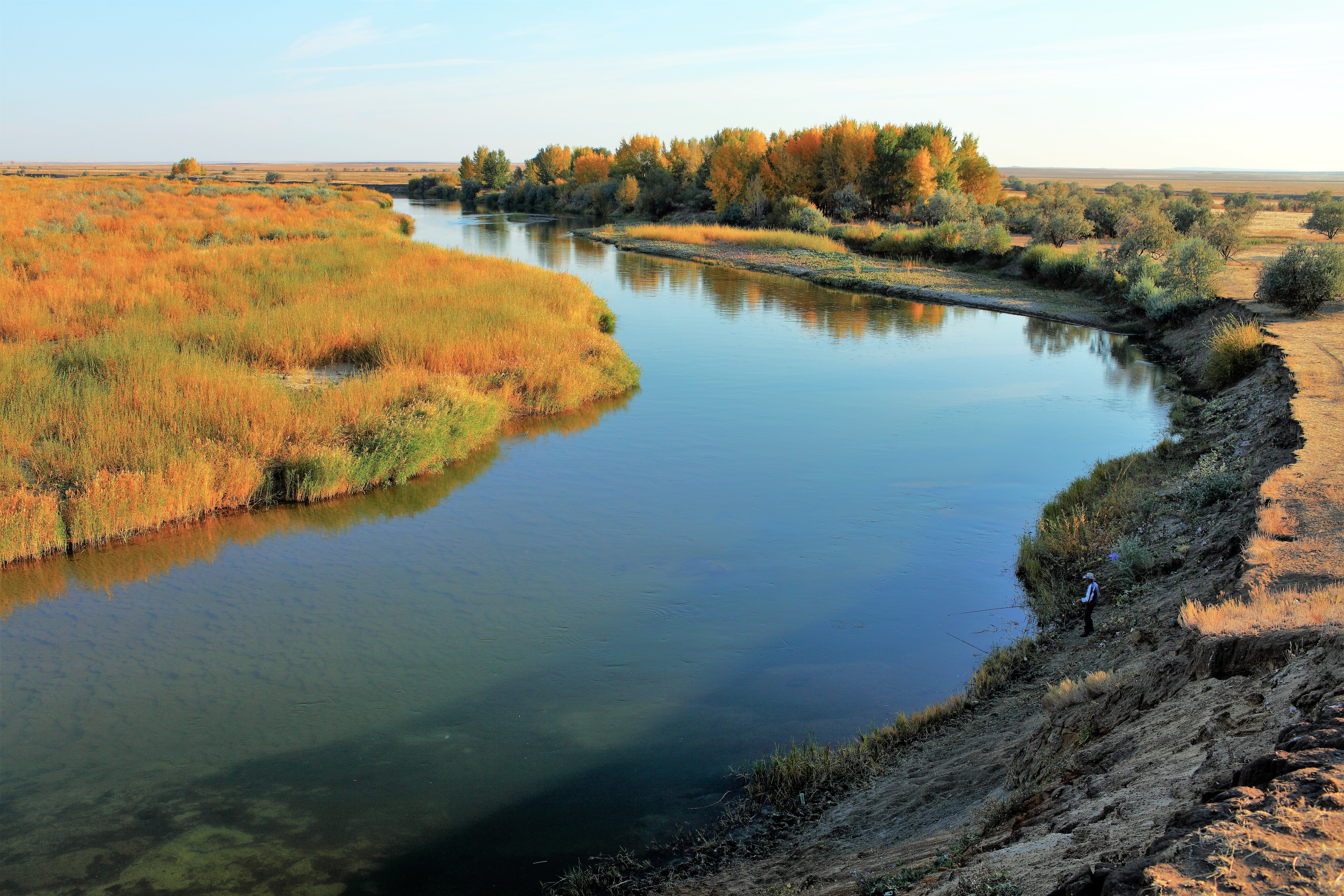